# Josef Berg (Komponist)
Josef Berg (* 8. März 1927 in Brünn; † 26. Februar 1971 ebenda) war ein tschechischer Komponist.
Berg nahm von 1946 bis 1950 Kompositionsunterricht am Konservatorium seiner Heimatstadt bei Vilém Petrželka. Parallel studierte er an der Philosophischen Fakultät der Masaryk-Universität Musikwissenschaft bei Jan Racek and Bohumír Štědroň. Nach dem Studium arbeitete er als Musikredakteur für den Tschechischen Rundfunk in Brünn, bevor er sich als freischaffender Komponist selbständig machte.
In seinen Kompositionen war Berg stark von mährischen Volksweisen geprägt, nützte aber die technischen und expressiven Möglichkeiten moderner Kompositionstechniken. Neben kammermusikalischen und Orchesterwerken (u. a. drei Sinfonien) und Vokalmusik komponierte er sechs Kammeropern, deren Libretti er selbst verfasste. Zudem arbeitete er als Musikkritiker für Zeitungen und Fachzeitschriften. Seine letzte Oper, Johannes doktor Faust, wurde von Miloš Štědroň und Miloslav Ištvan vollendet.

## Werke
- 1. Sinfonie (1950)
- 2. Sinfonie (1952)
- Lidé bděte!, Ouvertüre (1952)
- Veseloherní předehra (1952)
- Streichquartett (1953)
- 3. Sinfonie, 1955
- Měsíce, Klavierzyklus (1956)
- Dnes ještě zapadá slunce nad Atlantidou, Oratorium nach einem Text von Vítězslav Nezval (1959)
- Sedm preludií für Klavier (1959)
- Sextet für Harfe, Klavier und Streichquartett (1959)
- Nonet für zwei Harfen, Cembalo, Klavier und Schlagzeug (1962)
- Písně nového Werthera für Bassbariton und Klavier (1962)
- Odysseův návrat, Kammeroper nach Homers Odyssee (1962)
- Sonata per clavicembalo e fortepiano in modo classico (1963)
- Eufrides před branami Tymén, Oper (1964)
- Varhanní hudba, na téma Gillese Binchoise (1964)
- Evropská turistika, Kammeroper (1964)
- Pijácký orloj, Madrigal nach einem Text von Omar Chayyām (1965)
- Due canti für Bariton, Instrumentalgruppe, Orgel und Metronom nach lateinischen Texten von Jan Novák (1966)
- Snídaně na hradě Šlankenvaldě, Szene aus einer alten Puppenkomödie für vier Stimmen und sechs Instrumente (1966)
- Johannes Doktor Faust, Oper (1966)
- Oresteia, Stück für Soloquartett, Rezitator und Instrumentalensemble nach Aischylos (1967)
- Tryzna für Streichquartett (1968)
- Snění (1970)